# Велоінфраструктура Запоріжжя
Велоінфраструктура Запоріжжя — сукупність засобів, елементів вуличної мережі, споруд та малих архітектурних форм, що призначені для користувачів велосипедів в місті або стосуються велосипедного руху у Запоріжжі.

## Історія розвитку
Перша велодоріжка з'явилася в 2015 році в Південному мікрорайоні Запоріжжя на вулиці Новокузнецькій.
В 2017 році було створено велосмуги по вулиці Тюленіна від проспекту до в’їзду на міст Преображенського, і від моста Преображенського до пам’ятника козаку Мамаю на Хортиці.
В грудні 2018 року було прийнято рішення про створення проекту реконструкції тротуару з облаштуванням двосторонньої велодоріжки і освітлення по Набережній магістралі (від вул. Глісерна до вул. Запорізької) з безпечним перетином перехрестя – Набережна магістраль – вул. Запорізька у всіх напрямках, як велосипедистами, так і пішоходами.
У липні 2019 року у Запоріжжі презентували концепцію розвитку велоінфраструктури міста, яка була створена на замовлення Департаменту інфраструктури та благоустрою Запорізької міськради. Відповідно до цієї концепції, у Запоріжжі створюватимуть 4 типи велоінфраструктури: велодоріжки, велосмуги, велопішохідні доріжки та змішаний рух на проїжджій частині. Також передбачено створення велопарковок. В документі представлена мережа рекреаційних веломаршрутів та рекомендації з їхнього облаштування, система управління та Центр відповідальності з розвитку велотранспорту у Запоріжжі, способи популяризації користування двоколісним транспортом. 